# John Robert Clynes
John Robert Clynes (* 27. März 1869 in Oldham, Lancashire, England; † 23. Oktober 1949 in London) war ein britischer Politiker.

## Biografie
Clynes war bereits seit 1889 als Gewerkschaftsfunktionär tätig und gehörte nach der Gründung der Labour Party 1900 zu den ersten Mitgliedern.
Bei den Unterhauswahlen 1906, die einen Zugewinn um 25 Sitze auf nun 29 brachten, wurde er erstmals zum Abgeordneten des britischen Unterhauses (House of Commons) gewählt, in dem er bis 1918 den Wahlkreis Manchester North East vertrat. Zwischen 1912 und 1937 war er Vorsitzender der Gewerkschaft der Verwaltungsangestellten (National Union of General and Municipal Workers). 1918 wurde er als Vertreter des Wahlkreises Manchester Platting wiedergewählt und gehörte dem Unterhaus bis 1931 an.
Während der zweiten Koalitionsregierung unter Premierminister David Lloyd George war er seit Oktober 1916 Parlamentarischer Sekretär von Ernährungsminister Lord Rhondda und war selbst kurzzeitig nach dem Rücktritt von Lord Rhondda 1918 Ernährungsminister. 1919 wurde er Stellvertretender Vorsitzender der Labour Party im Unterhaus.
1921 wurde er schließlich selbst Vorsitzender der Labour Party. Nachdem er 1922 Ramsay MacDonald bei der Wiederwahl als Parteivorsitzender unterlag, wurde er erneut Stellvertretender Vorsitzender der Labour Party.
In der von Premierminister Ramsay MacDonald gebildeten ersten Labour-Regierung war er von Januar bis November 1924 Lordsiegelbewahrer (Lord Privy Seal). Obwohl er nominell nur Stellvertretender Vorsitzender der Labour Party im Unterhaus war, übernahm er doch einen Großteil der Aufgaben des Vorsitzenden wegen der starken Eingebundenheit MacDonalds in der Außenpolitik der Nachkriegszeit.
Im zweiten Kabinett der Labour Party berief ihn MacDonald im Juni 1929 zum Innenminister (Home Secretary) in die Regierung. Als MacDonald jedoch im August 1931 seine Nationale Regierung bildete, schloss sich Clynes wie einige andere Minister der bisherigen Regierung der Opposition an und erlitt bei den Unterhauswahlen im Oktober 1931 eine Niederlage.
1935 wurde er als Vertreter des Wahlkreises Manchester Platting bis 1945 wieder zum Abgeordneten des Unterhauses gewählt. Er wurde allerdings danach nicht mehr in eine Regierung berufen.